# Soldadura por fricción

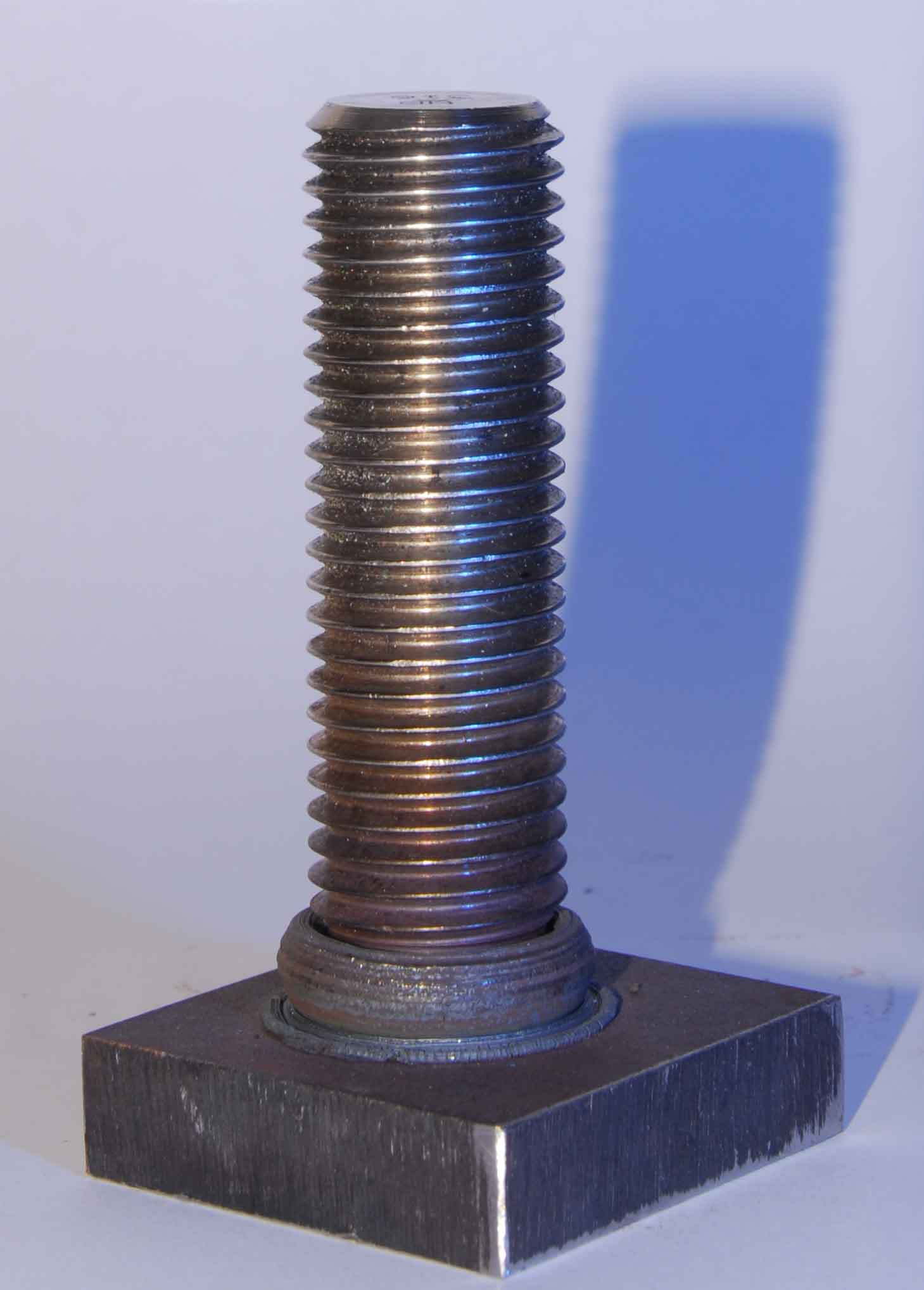
Dos piezas unidas mediante soldadura por fricción.

La soldadura por fricción es un método de soldadura que aprovecha el calor generado por la fricción mecánica entre dos piezas en movimiento.
Es utilizada para unir dos piezas, aun cuando una de ellas por lo menos sea de igual o distinta naturaleza, por ejemplo: acero duro y acero suave, aluminio y aleaciones, acero y cobre, etc, lo cual le confiere innumerables ventajas.
Al menos una de las dos piezas tendrá que ser un volumen de revolución, generalmente cilindros. En el caso de que las dos piezas sean volúmenes de revolución se tendrán que alinear, perfectamente, ambos ejes longitudinales.[cita requerida]
El principio de funcionamiento consiste en que la pieza de revolución gira en un movimiento de rotación fijo o variable alrededor de su eje longitudinal y se asienta sobre la otra pieza. Cuando la cantidad de calor producida por rozamiento es suficiente para llevar las piezas a la temperatura de soldadura, se detiene bruscamente el movimiento, y se ejerce un empuje el cual produce la soldadura por interpenetración granular. En ese momento se produce un exceso de material que se podrá eliminar fácilmente con una herramienta de corte, ya que todavía se encontrará en estado plástico.[cita requerida]
Aunque se podría realizar dicho proceso en un torno manual, es mejor utilizar una máquina de control numérico para controlar la calidad de la soldadura.[cita requerida]

## Ventajas e inconvenientes
Se trata de una soldadura que  no tiene un costo elevado, en lo que a inversión de maquinaria se refiere, pero  requiere costes adicionales porque no necesita material de relleno ni gas para atmósfera inerte (como por ejemplo la soldadura TIG).[cita requerida] Es un proceso bastante seguro ya que no se producen arcos, chispas ni llamas.[cita requerida] Debido a que toda la superficie transversal está implicada en el proceso, se obtendrá una alta resistencia, bajas tensiones de soldadura, las impurezas se eliminarán durante el proceso y no existirá porosidad como sí pueden aparecer en otros procesos como la soldadura por arco. No es un proceso tan versátil como puede ser la soldadura por fricción-agitación.[cita requerida]
Se pueden producir geometrías que no son posibles en la forja o la fundición, ahorrando material y operaciones, reduciendo el tiempo de ciclo y aumentando la tasa de producción.[cita requerida]

## Aplicaciones
Como se ha comentado anteriormente, la soldadura por fricción se suele emplear en volúmenes cilíndricos como pueden ser los ejes de transmisión, turbocompresores o las válvulas de coches, camiones o trenes.[cita requerida]